# Supercoupe de l'UNAF
La Supercoupe de l'UNAF est une compétition annuelle de football lancée en 2010, organisée par l'UNAF. Elle oppose le club vainqueur de la Coupe nord-africaine des clubs champions au vainqueur de la Coupe nord-africaine des vainqueurs de coupe.
Ce tournoi peut être considéré comme étant le sommet des compétitions nord-africaines.

## Format
La première édition de la Supercoupe de l'UNAF est jouée sur un match unique, sur le terrain du vainqueur de la Coupe nord-africaine des clubs champions. Pour la seconde supercoupe jouée en 2011, il est décidé de la faire disputer en matchs aller et retour, le match retour étant au stade du vainqueur de la Coupe des clubs champions.
La finale 2011 opposera l'ES Sétif au Club Africain. Le match retour aura lieu au Stade olympique d'El Menzah le 19 janvier 2011.

## Palmarès
| Année | Équipe 1 | Résultat | Équipe 2      |
| ----- | -------- | -------- | ------------- |
| 2010  | ES Sétif | 1 - 0    | CS Sfax       |
| 2011  | ES Sétif | annulé   | Club Africain |

### Bilan par pays
| Pays    | Victoires | Finales perdues | Clubs vainqueurs |
| ------- | --------- | --------------- | ---------------- |
| Algérie | 1         | 0               | ES Sétif (1)     |
| Tunisie | 0         | 1               | CS Sfax (0)      |

### Bilan par club
| # | Club                      | Pays    | Victoires | Finales perdues | Années |
| - | ------------------------- | ------- | --------- | --------------- | ------ |
| 1 | Entente sportive de Sétif | Algérie | 1         | 0               | 2010   |
| 2 | Club Sportif de Sfax      | Tunisie | 0         | 1               | 2010   |

## Primes
Pour l'édition de 2010, le club vainqueur a empoché la somme de 25 000 dollars.